# Municipio de Rootstown
El municipio de Rootstown (en inglés: Rootstown Township) es un municipio ubicado en el condado de Portage en el estado estadounidense de Ohio. En el año 2010 tenía una población de 8225 habitantes y una densidad poblacional de 116,82 personas por km².

## Geografía
El municipio de Rootstown se encuentra ubicado en las coordenadas 41°5′37″N 81°15′2″O / 41.09361, -81.25056. Según la Oficina del Censo de los Estados Unidos, el municipio tiene una superficie total de 70.41 km², de la cual 68.43 km² corresponden a tierra firme y (2.81%) 1.98 km² es agua.

## Demografía
Según el censo de 2010, había 8225 personas residiendo en el municipio de Rootstown. La densidad de población era de 116,82 hab./km². De los 8225 habitantes, el municipio de Rootstown estaba compuesto por el 96.27% blancos, el 1.05% eran afroamericanos, el 0.12% eran amerindios, el 0.84% eran asiáticos, el 0.06% eran isleños del Pacífico, el 0.21% eran de otras razas y el 1.46% pertenecían a dos o más razas. Del total de la población el 0.91% eran hispanos o latinos de cualquier raza.